# Nordewin von Diest-Koerber
Nordewin von Koerber lub Nordewin von Diest-Koerber (ur. 29 marca 1885 w Chojnicach, zm. 13 lutego 1943 w Starym Błonowie) – prawnik, poseł na Sejm RP 1928-1930 (Niemiecki Klub Parlamentarny).
Był synem starosty Viktora von Koerbera w Konitz. Młodość spędził na wyspie Rugia, uczęszczał do liceum w Szczecinie i uczył się rolnictwa w dużych majątkach na Pomorzu, Saksonii i Prusach Zachodnich. Studiował prawo w Berlinie i Heidelbergu uzyskując doktorat w 1909. Od 1909 właściciel majątku w Nowych Jankowicach. W czasie I wojny światowej był oficerem rezerwy ułanów. Odznaczony Krzyżem Żelaznym I i II Klasy. Od 1918 do 1920 był członkiem Niemieckiej Narodowej Partii Ludowej. W 1926 uznano, iż nie może być oficerem Wojska Polskiego. W 1928 został wybrany do Sejmu jako kandydat mniejszości niemieckiej z największą liczbą głosów spośród wszystkich kandydatów w okręgu wyborczym Pommerellen. Zagrożony utratą obywatelstwa polskiego, w 1933 wstąpił do NSDAP w Gdańsku. Od 1934 roku przemycał do Polski broń z Prus Wschodnich dla podległych mu w powiecie grudziądzkim organizacji Deutsche Vereinigung i Deutscher Jungblock. W latach 1934–1939 wszczęto przeciwko niemu 16 postępowań sądowych, które dzięki pomocy polskich prawników kończyły się uniewinnieniem. Ustawa o strefie przygranicznej z 1937 ostatecznie umożliwiła władzom wydalenie go wiosną 1939. W nocy i bez bagażu opuścił Koerberrode, by uniknąć aresztowania. Jego krewni zostali wydaleni latem 1939. Po wybuchu II wojny światowej Obersturmführer SS i oficer gospodarczy okręgu Grudziądz. Zginął podczas pożaru domu swojej najstarszej córki w majątku Stare Błonowo gdzie wraz ze strażą pożarną kierował akcją gaśniczą. Pogrzeb odbył się 18 lutego 1943.